# Tapajósskärnäbb
Tapajósskärnäbb (Campylorhamphus probatus) är en fågelart i familjen ugnfåglar inom ordningen tättingar.

## Utbredning och systematik
Fågeln delas in i två underarter med följande utbredning:
- C. p. probatus – centrala amazonska Brasilien söder om Amazonfloden från RíoMadeira österut till Río Tapajós och söderut till Rondônia
- C. p. cardosoi – östra amazonska Brasilien söder om Amazonfloden från Río Tapajós österut till Río Xingu och söderut till norra Mato Grosso

Den kategoriserades tidigare som del av amazonskärnäbb (Campylorhamphus procurvoides) men urskiljs sedan 2016 som egen art av Birdlife International och IUCN, sedan 2023 även av International Ornithological Congress.

## Status
Fågeln kategoriseras av IUCN som livskraftig.